# Duncan Jones
Duncan Zowie Haywood Jones, también conocido como Zowie Bowie o Joey Bowie (Londres, 6 de diciembre de 1970), es un cineasta británico ganador del premio BAFTA. Su película más destacada es su ópera prima, Moon (2009). 
Es hijo del cantautor y actor David Bowie y de la modelo y actriz Angela Bowie (que usa el apellido artístico de David).

## Infancia y vida familiar
Duncan nació en Bromley, Gran Londres. Es hijo único del matrimonio formado por David Bowie (nombre real David Robert Jones, 1947-2016) y su primera esposa, Angela Bowie (de nacimiento Mary Angela Barnett, 1949). Su nacimiento inspiró a su padre a escribir la canción "Kooks" incluida en su álbum Hunky Dory. Duncan Jones es medio hermano de Alexandria "Lexi" Zahra Jones (2000), del segundo matrimonio de su padre con la modelo Iman, y de Stacia Larranna Celeste Lipka (1980), fruto de la relación de su madre con el músico Drew Blood. Tiene además una hermanastra, Zulekha Haywood (1978), que es hija de su madrastra Imán y su primer marido, el jugador de baloncesto de la NBA Spencer Haywood.[cita requerida]

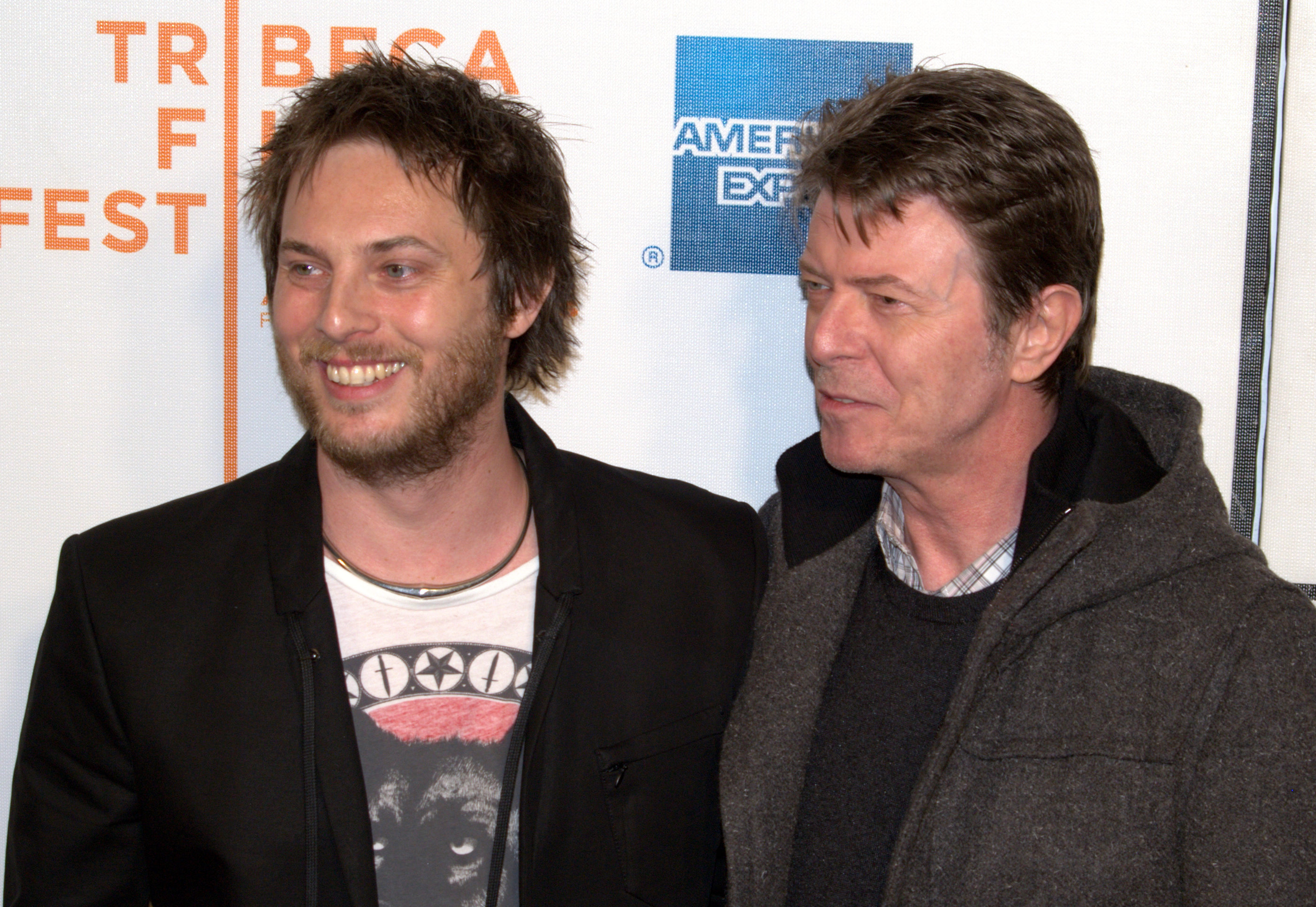
Jones con su padre David Bowie en su debut con Moon.

De niño Jones vivió en Berlín, Londres y Vevey (Suiza) donde hizo el primer y segundo grado en la Commonwealth American School. Cuando David y Angela se divorciaron en febrero de 1980, David Bowie recibió la custodia de Jones cuando tenía 9 años (y era conocido como Zowie), y visitaba a su madre durante las vacaciones. A la edad de 14 años fue matriculado en la prestigiosa escuela escocesa Gordonstoun.[cita requerida]

## Estudios
En 1995 se graduó en Filosofía en la Universidad de Wooster, donde fue registrado con el nombre de "Duncan Jones".[cita requerida]
Reanudó sus estudios de doctorado en la Universidad de Vanderbilt, en Tennessee, pero lo dejó antes de terminar para reencauzar sus estudios en la London Film School, donde se graduó como director.[cita requerida]

## Vida privada
Duncan está casado con la fotógrafa Rodene Ronquillo, los cuales anunciaron en Twitter que esperaban su primer hijo para junio  de 2016; el 10 de julio de 2016 nació Stenton David Jones, quien lleva Stenton en honor a su bisabuelo (el padre de David Bowie) y David en honor a su abuelo, quien había fallecido el 10 de enero, justo 6 meses antes.

## Filmografía y premios
La primera película de Jones, Moon, fue nominada a siete premios de cine independiente británico y ganó dos, ambos para Jones. También fue nominado a dos premios BAFTA en 2010, ganando solamente uno. En el Festival Internacional de Cine de Sitges de 2009 se llevó cuatro premios, entre ellos los de mejor película y mejor actor para Sam Rockwell. Además también fue nominado a otros diecinueve premios.

### Cine
| Año  | Película            | Notas        |
| ---- | ------------------- | ------------ |
| 2002 | Whistle             | Cortometraje |
| 2009 | Moon                |              |
| 2011 | Source Code         |              |
| 2016 | Warcraft: El Origen | [ 4 ]        |
| 2018 | Mute                |              |

## Proyectos
Jones está planeando una secuela de Moon que sirva de epílogo. "Sam está de acuerdo en hacer un cameo en la próxima película", dijo Jones, que espera hacer tres películas que sigan la serie de Moon.